# Брумол (Пенсилванија)
Брумол (енгл. Broomall) насељено је место без административног статуса у америчкој савезној држави Пенсилванија.

## Демографија
По попису из 2010. године број становника је 10.789, што је 257 (-2,3%) становника мање него 2000. године.
| Група             | 2000.          | 2010.         |
| Белци             | 10.041 (90,9%) | 9.515 (88,2%) |
| Афроамериканци    | 70 (0,6%)      | 199 (1,8%)    |
| Азијати           | 792 (7,2%)     | 832 (7,7%)    |
| Хиспаноамериканци | 69 (0,6%)      | 146 (1,4%)    |
| Укупно            | 11.046         | 10.789        |